# Balići I
Balići I is een plaats in de gemeente Žminj in de Kroatische provincie Istrië. De plaats telt 64 inwoners (2001).